# Chelsea (Manhattan)
Chelsea è un quartiere del borough di Manhattan, nella città statunitense di New York. I confini del quartiere sono 14th Street a sud, il fiume Hudson e West Street a ovest, 30th Street o 34th Street, a seconda delle fonti, a nord e Sixth Avenue o Fifth Avenue a est. Una parte del quartiere ricade nella giurisdizione della Manhattan Community Board 4 e l'altra parte nella giurisdizione della Manhattan Community Board 5.
Popolato all'inizio del Novecento prevalentemente da immigrati irlandesi, Chelsea è ora un quartiere multietnico con una grande popolazione LGBTQ+. È un quartiere prevalentemente residenziale ma decisamente vivo, grazie ai numerosi ristoranti, caffè, e soprattutto alle oltre 200 gallerie d'arte, tra le quali le famosissime la Gagosian Gallery, la Pace Gallery, la Tanya Bonakdar Gallery, la David Zwirner e la Lisson Gallery.
Ospita la famosa High Line, un parco lineare realizzato su una sezione in disuso di una ferrovia sopraelevata, in cui si inserisce nello spettacolo visivo, il Whitney Museum of American Art dell'architetto italiano Renzo Piano in Gransevort Street.
Nel quartiere è presente il Chelsea Hotel, edificio storico in cui hanno abitato scrittori, artisti e musicisti .

## Trasporti
Il quartiere è servito dalla metropolitana di New York attraverso le stazioni di 23rd Street e 14th Street della linea IND Eighth Avenue (treni delle linee A, C e E), 28th Street, 23rd Street, 18th Street e 14th Street della linea IRT Broadway-Seventh Avenue (treni delle linee 1, 2 e 3), Eighth Avenue della linea BMT Canarsie (treni della linea L) e 34th Street-Hudson Yards della linea IRT Flushing (treni della linea 7).

## Curiosità
Il giorno migliore per esplorare il quartiere è il giovedi, giorno in cui le gallerie aprono le porte con i vernissage per le nuove esibizioni.